# Fontaine Đerenka à Vranje
La fontaine Đerenka à Vranje (en serbe cyrillique : Стара чесма Ђеренка у Врању ; en serbe latin : Stara česma Đerenka u Vranju) se trouve à Vranje, dans le district de Pčinja, en Serbie. Elle est inscrite sur la liste des monuments culturels protégés de la République de Serbie (identifiant no SK 325),.

## Présentation
La fontaine est située dans la ville haute de Vranje, près de l'église Saint-Nicolas et près du pont blanc. Elle a probablement été construite dans la première moitié du XIXe siècle. Elle est l'un des rares bâtiments préservés de la période ottomane dans la ville et, en même temps, la plus ancienne fontaine publique de la cité ; elle alimentait en eau toute la partie haute de la ville. L'écrivain Bora Stanković (1876-1927) l'a décrite dans des œuvres où le destin de ses personnages lui est lié.
La fontaine, de petites dimensions, est construite en pierre ; aujourd'hui asséchée, elle présente une niche en demi-cintre située au-dessus du tuyau d'où s'écoulait l'eau.